# Selat Karimata
Selat Karimata är ett sund i Indonesien.   Det ligger i provinsen Sumatera Selatan, i den västra delen av landet, 500 km norr om huvudstaden Jakarta.